# Apalancamiento
El apalancamiento es la relación entre capital propio e inversión total (capital propio + crédito) en una operación financiera. A mayor crédito, mayor apalancamiento y menor inversión de capital propio. En otras palabras, el apalancamiento es simplemente usar endeudamiento para financiar una operación. Al reducir el capital inicial que es necesario aportar, se produce un aumento de la rentabilidad obtenida. El incremento del apalancamiento también aumenta los riesgos de la operación, dado que provoca menor flexibilidad o mayor exposición a la insolvencia o incapacidad de atender los pagos.

## Tipos de apalancamiento

### Apalancamiento operativo
Se deriva de la existencia en la empresa de costes fijos de operación, que no dependen de la actividad. De esta forma, un aumento de la producción (que lleva consigo un aumento del número de unidades fabricadas) supone un incremento de los costes variables y otros gastos que también son operativos para el crecimiento de una empresa, pero no de los costes fijos, por lo que el crecimiento de los costos totales es menor que el de los ingresos obtenidos por la venta de un volumen superior de productos, con lo que el beneficio aumenta de forma mucho mayor a como lo haría si no existiese el apalancamiento (por ser todos los costes variables).
El apalancamiento operativo suele determinarse a partir de la división entre la tasa de crecimiento del beneficio y la tasa de crecimiento de las ventas.
El apalancamiento operativo se refiere a las herramientas que la empresa utiliza para producir y vender, esas "herramientas" son las maquinarias, las personas y la tecnología. Las maquinarias y las personas están relacionadas con las ventas, si hay esfuerzo de marketing y demanda entonces se contrata más personal y se compra más tecnología o maquinaria para producir y satisfacer la demanda del mercado.
Cuando no existe apalancamiento, se dice que la empresa posee capital inmovilizado, eso quiere decir, activos que no producen dinero.
El Apalancamiento Operativo está relacionado con el riesgo económico de una empresa, que es mayor cuanta más proporción de costes fijos suponga el resultado de explotación.

## Grado de apalancamiento operativo (GAO)
Ante los movimientos o cambios en el volumen de ventas, se deduce que habrá un cambio más que proporcional en la utilidad (beneficio o pérdida en operaciones). El Grado de Apalancamiento Operativo (DOL por sus siglas en inglés: Degree of Operating Leverage), es la medida cuantitativa de esa sensibilidad de las utilidades operativas (beneficios operativos) de la empresa ante una variación en las ventas o producción. 
Grado de apalancamiento operativo a Q unidades:
[EC1]: {\displaystyle {\text{GAO}}={\dfrac {\Delta \ \%{\text{UAII}}}{\Delta \ \%{\text{VENTAS}}}}\,\!}
Recordando que las variaciones de UAII (Utilidad Antes de Impuestos o Intereses) y ventas deben ser a futuro.
Otras fórmulas alternativas derivadas de [EC1]:
[EC2.0]: {\displaystyle {\text{GAO}}={\dfrac {{\text{Q}}({\text{P}}-{\text{V}})}{{\text{Q}}({\text{P}}-{\text{V}})-{\text{FC}}}}={\frac {\text{Q}}{{\text{Q}}-{\text{Q}}_{\text{EQ}}}}\,\!}
En el caso de [EC2.0] se tiene el grado de apalancamiento a Q unidades.
[EC2.1]: {\displaystyle {\text{GAO}}={\dfrac {{\text{S}}-{\text{VC}}}{{\text{S}}-{\text{VC}}-{\text{FC}}}}={\frac {{\text{UAII}}+{\text{FC}}}{\text{UAII}}}\,\!}
En el caso de [EC2.1] se tiene el grado de apalancamiento a S Ventas.
Recordando que:
{\displaystyle {\text{Q}}} son unidades producidas y vendidas.
{\displaystyle {\text{Q}}_{\text{EQ}}} son unidades con las que se logra el equilibrio (ver Análisis del punto de equilibrio).
{\displaystyle }
{\displaystyle {\text{FC}}} son costos fijos (fixed costs en inglés).
{\displaystyle {\text{VC}}} son costos variables (variable costs en inglés).
{\displaystyle {\text{P}}} es el precio por unidad.
{\displaystyle {\text{V}}} son los costos variables por unidad.
{\displaystyle {\text{S}}} ventas/producción en unidades monetarias (dólares, euros, etc.)
{\displaystyle {\text{UAII}}} es la utilidad antes de intereses e impuestos (beneficios antes de intereses e impuestos).

## Apalancamiento financiero
El apalancamiento financiero consiste en la utilización de fondos ajenos de la empresa para destinarlo a inversiones. Por decirlo de otra manera, el inversor aumenta la cantidad invertida mediante la utilización de recursos ajenos (deudas) que se suma a los recursos propios con el objetivo de obtener mayor rentabilidad mediante el aumento del importe total invertido.
Se deriva de utilizar endeudamiento para financiar una inversión. Esta deuda genera un coste financiero (intereses), pero si la inversión genera un ingreso mayor a los intereses a pagar, el excedente pasa a aumentar el beneficio de la empresa.
Un ejemplo del apalancamiento financiero lo constituye la especulación inmobiliaria en el mercado de la vivienda. Los inversores adquieren una vivienda, pagan una pequeña parte al vendedor y el resto lo financian a intereses muy bajos (en torno al 4% anual) y quedan a la espera de que la vivienda se revalorice al cabo de pocos meses para venderla y obtener un beneficio; esta ha sido la causa de la burbuja inmobiliaria sufrida por varios países, España entre ellos.
Por ejemplo, se adquiere una vivienda por 100.000 euros, se pagan 20.000 euros y los 80.000 restantes se financian mediante hipoteca. Al año, se vende la vivienda en 125.000 euros y se devuelve la hipoteca, pagando de intereses 3.000 euros. Si se hubiese adquirido la vivienda exclusivamente con fondos propios, la rentabilidad habría sido del 25% -se obtienen 25.000 euros de beneficio sobre los 100.000 de inversión- (incremento del valor del activo), pero al financiar 80.000 euros con fondos externos, a los 20.000 aportados se le obtienen 22.000 euros (125.000 - 80.000 - 3.000 - 20.000) de beneficio, es decir, una rentabilidad de más del 100%.
Igual ocurre con la empresa: al no financiarse toda la inversión con fondos propios, el beneficio que se recibe en función de lo invertido es mayor (siempre que el activo genere más intereses que el costo de financiarse con fondos externos).
Los inversores muy apalancados obtienen unos beneficios muy superiores a lo ordinario si todo sale como esperan, pero si la tasa de rentabilidad es inferior al tipo de interés, perderán mucho más dinero que si no se hubiesen apalancado. En el ejemplo anterior, si la casa se hubiese revalorizado solo por 1.000 euros en vez de 25.000, las pérdidas habrían sido de 2.000 euros (1.000 euros de ganancias menos 3.000 euros de intereses), sobre un capital de solo 20.000 euros, un 10%. Si la vivienda se hubiese comprado solo con fondos propios, al no tener intereses de amortizar, aún se habría obtenido un beneficio del 1% (1.000 euros sobre 100.000).
Paul Krugman, al hablar de los fondos de cobertura de riesgo (hedge funds en inglés) afirma que algunos de estos fondos "con buena reputación han podido tomar posiciones cien veces el tamaño del capital de sus dueños. Esto significa que una subida del 1% en el precio de sus activos o una caída equivalente en el precio de sus deudas, duplica el capital". Pero del mismo modo que ganan dinero con facilidad, los fondos pueden perder dinero muy rápidamente, ya que unas pérdidas que para otros inversores serían insignificantes, llevarían a grandes pérdidas e incluso a la desaparición del capital, tanto propio como prestado, con quebranto de aquellos que les prestaron. La multiplicación de los beneficios o de las pérdidas van a depender del grado de apalancamiento financiero. Sin embargo, es menester tener en cuenta la relación patrimonio y deuda. De vuelta a la economía de la Gran Depresión y la crisis de 2008, pág. 127 (2009)

## Análisis de Equilibrio o Indiferencia
Tendremos que se trata de un análisis de indiferencia, cuando el nivel de UAII produce el mismo nivel de utilidades por acción (UPA), esto para más de dos estructuras de capital.
En cambio, se tratará de un análisis de equilibrio al tratar con el efecto que causan diversas alternativas de financiamiento sobre las utilidades por acción (UPA). 

### Fórmula
[ECX+1] Muestra una ecuación general para despejar la UPA. Nótese que el uso de ésta resultará ambiguo, ya que como se verá, hay distintas alternativas de financiamiento y cada una llevará consigo una configuración especial derivada de esta ecuación.
```
[ECX+1]:

  

    

      

        

          
UPA

        

        
:

        

          

            

              
(

              

                
UAII

              

              
−

              

                
I

              

              
)

              
(

              

                
1

              

              
−

              

                
t

              

              
)

              
−

              

                
DP

              

            

            
NA

          

        

        

        

      

    

    
{\displaystyle {\text{UPA}}:{\frac {({\text{UAII}}-{\text{I}})({\text{1}}-{\text{t}})-{\text{DP}}}{\text{NA}}}\,\!}

  

```

Leyenda:
```

  

    

      

        

          
UAII

        

      

    

    
{\displaystyle {\text{UAII}}}

  

 Utilidad Antes de Impuestos e Intereses

  

    

      

        

          
I

        

      

    

    
{\displaystyle {\text{I}}}

  

    Intereses pagaderos anualmente

  

    

      

        

          
t

        

      

    

    
{\displaystyle {\text{t}}}

  

    Tasa de impuesto

  

    

      

        

          
DP

        

      

    

    
{\displaystyle {\text{DP}}}

  

  Dividendos Preferentes anuales

  

    

      

        

          
NA

        

      

    

    
{\displaystyle {\text{NA}}}

  

  Número de Acciones comunes
```

Al financiarse con Acciones comunes, no habrá que lidiar con Dividendos preferentes pagados anualmente (PD), y tampoco con intereses; así que se desincorpora de [ECX+1].
```
[ECX+COM]: 

  

    

      

        

          
UPA

        

        
:

        

          

            

              
(

              

                
UAII

              

              
)

              
(

              

                
1

              

              
−

              

                
t

              

              
)

            

            
NA

          

        

        

        

      

    

    
{\displaystyle {\text{UPA}}:{\frac {({\text{UAII}})({\text{1}}-{\text{t}})}{\text{NA}}}\,\!}

  

```

Al financiarse con Acciones preferentes, no habrá que lidiar con los intereses pagaderos anualmente; entonces:
```
[ECX+PREF]: 

  

    

      

        

          
UPA

        

        
:

        

          

            

              
(

              

                
UAII

              

              
)

              
(

              

                
1

              

              
−

              

                
t

              

              
)

              
−

              

                
DP

              

            

            
NA

          

        

        

        

      

    

    
{\displaystyle {\text{UPA}}:{\frac {({\text{UAII}})({\text{1}}-{\text{t}})-{\text{DP}}}{\text{NA}}}\,\!}

  

```

Y por último, al financiar con Deuda, no habrá que lidiar con Dividendos preferentes:
```
[ECX+DEU]: 

  

    

      

        

          
UPA

        

        
:

        

          

            

              
(

              

                
UAII

              

              
−

              

                
I

              

              
)

              
(

              

                
1

              

              
−

              

                
t

              

              
)

            

            
NA

          

        

        

        

      

    

    
{\displaystyle {\text{UPA}}:{\frac {({\text{UAII}}-{\text{I}})({\text{1}}-{\text{t}})}{\text{NA}}}\,\!}

  

```

## Grado de apalancamiento financiero (GAF)
Indica la sensibilidad existente que tienen las utilidades por acción UPA ante una variación en el UAII. Cambio porcentual en UPA sobre el cambio porcentual de las UAII causado por las UPA. Sus siglas en inglés son DFL (Degree of Financial Leverage).
GAF a UAII de X unidades monetarias.
[EC3.0]: {\displaystyle {\text{GAF}}={\frac {\Delta \ \%{\text{UPA}}}{\Delta \ \%{\text{UAII}}}}\,\!}
GAF a EBIT de X unidades monetarias (derivada de [EC3.0]).
[EC3.1]: {\displaystyle {\text{GAF}}={\frac {\text{UAII}}{{\text{UAII}}-{\text{I}}-\left[{\dfrac {\text{DP}}{({\text{1}}-{\text{t}})}}\right]}}\,\!}

## El Apalancamiento Bancario
Se puede definir el apalancamiento bancario como la relación o ratio de los activos bancarios contra el patrimonio, en la que un alto apalancamiento significa que los activos apenas exceden a los pasivos.
Ejemplo: Los bancos A, B y C tienen activos por 240 millones cada uno y pasivos por 120, 186 y 234 millones respectivamente. Dado que el patrimonio viene de restar los pasivos de los activos, dicho patrimonio sería de 120 millones para el banco A, 54 para el B y 6 para el C. Por último, como el apalancamiento se calcula dividiendo los activos entre el patrimonio, dicho apalancamiento para los bancos en cuestión sería de 2, 4.44 y 40 respectivamente.
El apalancamiento del banco A —que es 2— significa que maneja activos por el doble de su patrimonio. El alto apalancamiento del banco C, indica que sus activos apenas exceden los pasivos y que cualquier pérdida de valor de los primeros (quiebra de algunos de sus clientes, malas inversiones del banco, etc.) o aumento de los segundos (demandas, multas, etc.) pondría al banco en una situación de insolvencia o al borde de ella. En el caso hipotético del banco C, este está manejando activos por 40 veces el valor de su patrimonio.
El apalancamiento de los bancos es considerado uno de los factores que desencadenaron la crisis financiera de 2008. El Banco Mundial, en su reporte Regulación Bancaria y Supervisión una Década Después de la Crisis Financiera Global (2019|2020) dice tras el análisis de 10 años de información "Hoy, hay un extendido acuerdo de que la crisis fue causada por una toma excesiva de riesgo por parte de las instituciones financieras. Los intermediarios financieros aumentaron su apalancamiento, apoyándose fuertemente en el financiamiento mayorista, bajaron sus estándares de préstamo y —apoyándose en erróneas calificaciones de riesgo— invirtieron en complejos instrumentos [financieros] estructurados".